# 23046 Stevengordon
23046 Stevengordon è un asteroide della fascia principale. Scoperto nel 1999, presenta un'orbita caratterizzata da un semiasse maggiore pari a 2,8525092 UA e da un'eccentricità di 0,0611028, inclinata di 3,05066° rispetto all'eclittica.